# Changement de nom
Le changement de nom consiste à changer son prénom ou son nom de famille de manière officielle.

## Histoire
Dans l'Allemagne nazie, une loi a forcé les personnes juives à changer leur nom.
En Alsace et Moselle annexées (1940-1944), les autorités nazies ont forcé les porteurs de prénoms et noms français à les modifier, pour des formes plus « allemandes ». De nombreux prénoms étaient interdits,.

## Enjeux identitaires
Les noms personnels sont particulièrement chargés d'enjeux autour de l'identité, qu'il s'agisse de l'identité de genre, de l'identité nationale ou autre.

## Principe général
Les règles et procédures de changement de nom et de prénom varient grandement d'un pays à l'autre : en France, demande avec constitution de preuves justifiant un intérêt légitime à changer de nom, auprès, selon les cas, de l'officier de l'état-civil ou du procureur de la République du lieu de domicile ou du lieu de naissance ou encore adressée au ministre de la justice ; arrêté royal en Belgique sur avis du ministère de la justice ; demande aux tribunaux de l'État de résidence aux États-Unis ; simple déclaration et usage de son nouveau nom dans la vie courante au Royaume-Uni, etc.

## Aux États-Unis
Aux États-Unis, le changement de nom est régi par la loi de chaque État (en), qui varie d'un État à l'autre. Même si la plupart des États continuent de reconnaître le droit commun d’une personne à changer de nom par l'usage et le temps sans recourir à une procédure judiciaire, les exigences en matière de preuve d’identité et la nécessité de l'identification par le gouvernement font que la reconnaissance des changements de nom ne se produit plus en dehors du processus prévu par la loi. 49 États et le district fédéral de Columbia ont des procédures légales prévoyant l'examen judiciaire des requêtes en changement de nom. Les tribunaux rejettent les demandes ayant un objectif frauduleux ou interférant avec le droit d’autrui ou comportant un « contenu offensant ». En Californie, la procédure de demande de changement de nom peut prendre jusqu'à trois mois.

## En Italie
Le 11 octobre 2018, la CEDH a jugé que « l'impossibilité pour un transsexuel d'apparence féminine de changer son prénom masculin avant son opération » était une violation du droit à la vie privée au titre de l'article 8 de la Convention européenne des droits de l'homme.

## En Irlande
En Irlande, il est possible de changer son nom par deed poll devant témoin comme en Écosse, mais il faut utiliser le nouveau nom pendant deux ans avant de pouvoir changer le nom sur son passeport. Il est aussi possible d'enregistrer ce changement de nom auprès de la Haute Cour de Justice moyennant paiement, ce qui favorise l'acceptation générale du changement, sans être obligatoire.

## Au Royaume-Uni
Au Royaume-Uni, il n'y a aucune procédure particulière pour changer de prénom et/ou de nom : il suffit de faire usage de son nouveau nom dans la vie courante. On peut en changer aussi souvent qu'on le souhaite. Il est seulement interdit de changer de nom pour des raisons frauduleuses ou pour échapper à une obligation ou à une dette.
Le changement de nom peut être déclaré, en Angleterre, par déclaration sous serment ou plus habituellement par un acte devant témoins dit « deed of change of name ». En Écosse, les personnes dont la naissance a été enregistrée en Écosse ou adoptées en Écosse, âgées de plus de 16 ans, peuvent faire modifier leur acte de naissance (ou leurs responsables légaux si elles ont moins de 16 ans) par une démarche administrative.

#### En Belgique
- « Changement de nom », sur Service public fédéral Justice

#### Au Canada
- « Changement de nom », sur Service New Brunswick
- « Changement de nom », sur Gouvernement de la Nouvelle-Écosse
- « Changement de nom », sur Gouvernement de l'Ontario
- « Changement de nom », sur Directeur de l'état civil – Québec

#### Aux États-Unis
- En Californie : (en) « File a Petition to Change Your Name », sur California Courts (consulté le 30 juillet 2018)

#### En France
- Loi no 2016-1547 du 18 novembre 2016 de modernisation de la justice du XXIe siècle
- Décret no 2017-450 du 29 mars 2017 relatif aux procédures de changement de prénom et de modification de la mention du sexe à l’état civil
- « Circulaire du 10 mai 2017 de présentation des dispositions de l’article 56 de la loi no 2016-1547 du 18 novembre 2016 de modernisation de la justice du XXIe siècle concernant les procédures judiciaires de changement de prénom et de modification de la mention du sexe à l’état civil »
- Code civil : articles 60 à 61-4 : des changements de prénoms et de nom
- Benjamin Blin, « La nouvelle procédure en changement de nom : Loi de modernisation de la justice du XXIe siècle », sur LegaVox, 8 décembre 2016

#### Au Luxembourg
- « Changement de nom et de prénoms », sur Ministère de la Justice

#### En Suisse
- « art. 30 B. Changement de nom », sur RS 210 Code civil suisse du 10 décembre 1907

## Pour approfondir